# Dear Jane Pendulum Tour 2021
Dear Jane Pendulum Tour 2021是香港乐队Dear Jane于2021年为庆祝组合入行15周年而在红馆举行的一连5场演唱会，亦是Dear Jane首次举办四面台演唱会。Dear Jane最初于8月16日宣布将于於9月22日至24日舉行一连3场演唱會，8月25日至27日提供優先訂票。其後于8月28日宣佈加開9月25日一場，又於9月2日宣佈再加開9月20日一場，前后合共5场。为配合交通，九龍巴士于演唱会举行的5天开办11条特别线。

## 表演嘉宾
- 9月20日：AGA[4]
- 9月22日：MC $oHo & KidNey、kayan9896[5]
- 9月23日：C AllStar[6]
- 9月24日：衛蘭、衛詩[7]
- 9月25日：（无）

## 場次
| 日期          | 國家／地區 | 城市 | 場館           | 備註 |
| ------------- | ---------- | ---- | -------------- | ---- |
| 2021年9月20日 | 香港       | 香港 | 紅磡香港體育館 |      |
| 2021年9月22日 | 香港       | 香港 | 紅磡香港體育館 |      |
| 2021年9月23日 | 香港       | 香港 | 紅磡香港體育館 |      |
| 2021年9月24日 | 香港       | 香港 | 紅磡香港體育館 |      |
| 2021年9月25日 | 香港       | 香港 | 紅磡香港體育館 |      |

## 演唱曲目
演唱会部分演唱曲目以《Pendulum Tour 2021 Live (Live)》之名发表于网上串流平台：
- 01.最后一间唱片铺
- 02.Yellow Fever
- 03.不许你注定一人
- 04.无可避免
- 05.到此为止
- 06.永远飞行模式
- 07.宁愿当初不相见
- 08.咖啡因眼泪
- 09.也许我不会活多一岁
- 10.2084
- 11.人类不宜飞行
- 12.哀的美敦书
- 13.别说话
- 14.约翰与洋子
- 15.草戒指
- 16.终点的拥抱
- 17.不明来电
- 18.世上唯一双细胞
- 19.最后一次
- 20.未开始已经结束
- 21.经过一些秋与冬
- 22.只知感觉失了踪
- 23.哪裡只得我共你
- 24.二十年后的歌
- 25.远征
- 26.圣马力诺之心
- 27.银河修理员
- 28.羽毛鳞刺